# 聖母聖衣堂
聖母聖衣堂（英語：Our Lady of Mount Carmel Church）是一座香港天主教教堂，由天主教香港教區管理。位於香港島灣仔星街一號，新聖堂建立於2001年11月10日。

## 牧職人員
- 主任司鐸：羅國輝神父（Fr. Thomas Law）
- 終身執事：梁伯偉執事（Deacon Patrick Leung）
- 牧職修女：陳美鳳修女（Sr. Cecilia Chan）、原潔玲修女（Sr. Alice Yuen）[1]

## 堂區服務範圍
聖母聖衣堂位處港島灣仔之內，並鄰近香港會議展覽中心、金紫荊廣場、舊灣仔郵政局、灣仔洪聖廟、灣仔電腦城和姻緣石。

## 堂區歷史

### 早期歷史
早於1845年，聖方濟小堂已是灣仔區教友參與彌撒的聖所，「聖佛蘭士街」、「進教圍」因而得名。由於區內教友人數不斷增加，教區於1925年在跑馬地建成聖瑪加利大堂，但仍有不少灣仔區的教友到嘉諾撒醫院的小堂參與彌撒。教友越來越多，小堂不敷應用，主任司鐸理雅各神父與灣仔區的教友矢志籌建聖堂。

### 籌建過程

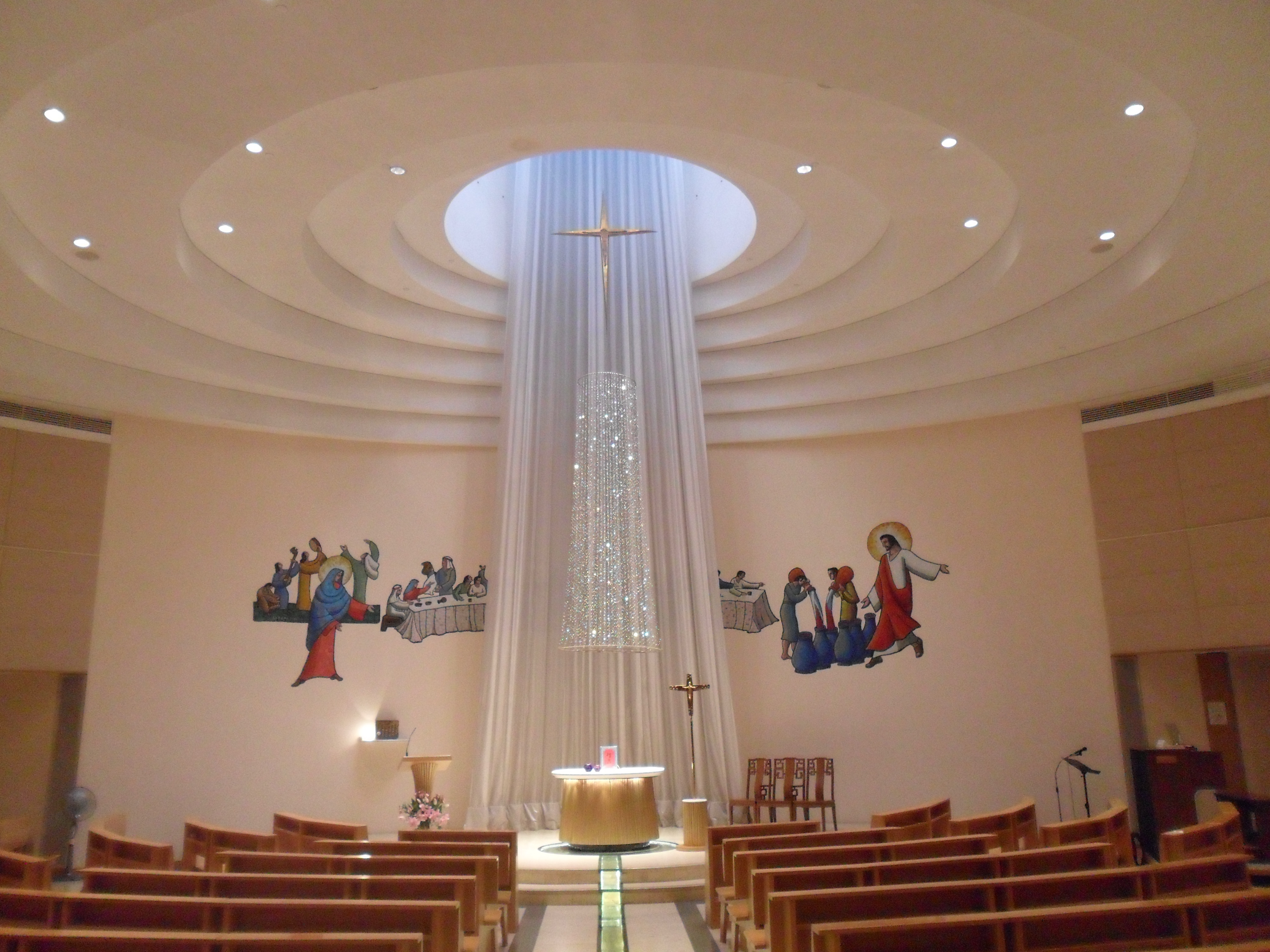
聖母聖衣堂內

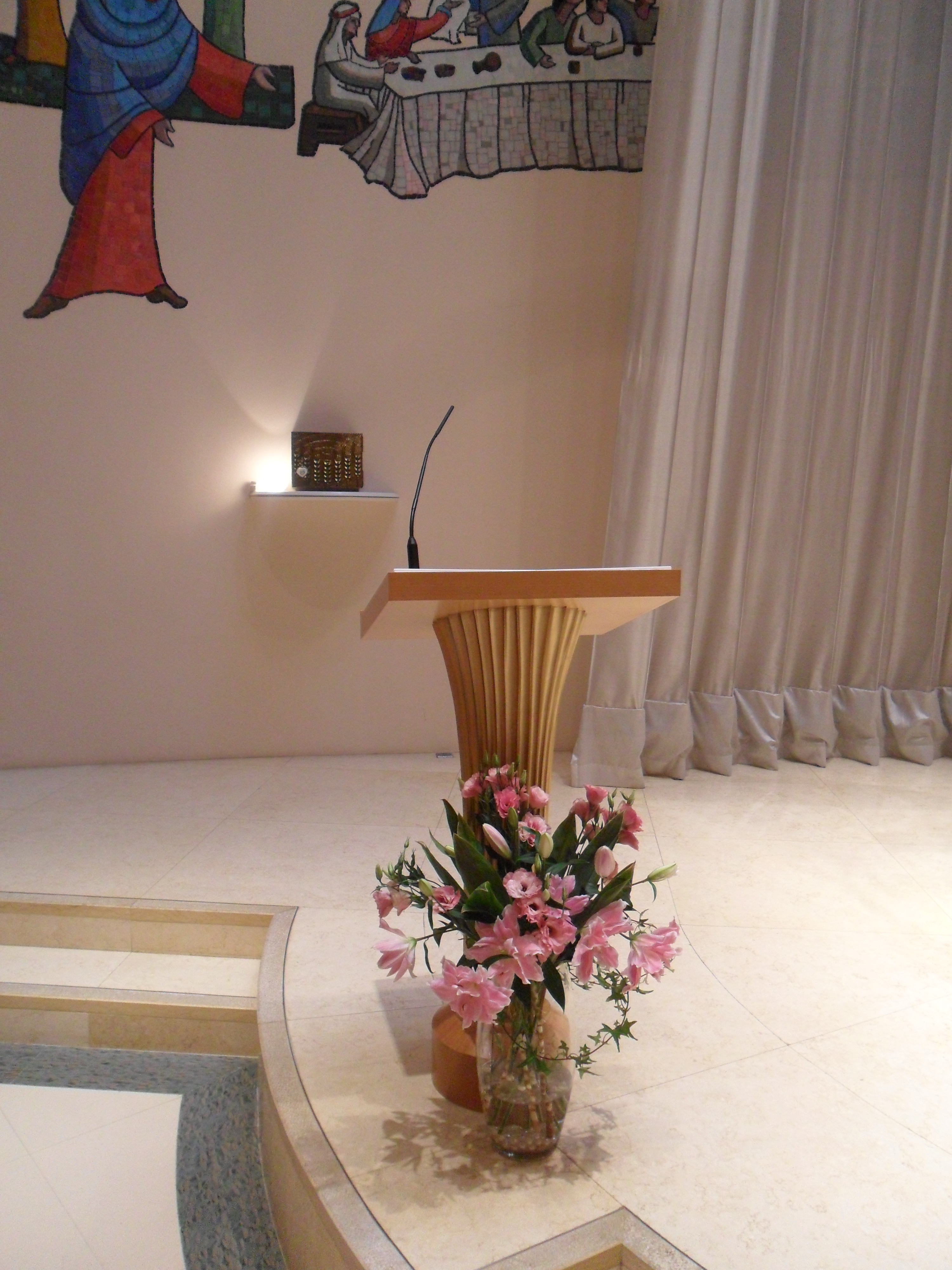
聖堂讀經台

1936年，恩理覺主教親自到灣仔小堂獻彌撒，以及在每月的首主日到小堂為籌建聖堂主持特別彌撒。即使在第二次世界大戰期間局勢動盪，灣仔區教友仍在每年10月24日為煉靈舉行彌撒。
1939年，黃姓教友墊資買地，其後更全數捐給聖堂。1940年恩主教展開募捐運動，各堂區、學校和團體響應。到了1948年，當時的工務局批准建築圖則，但籌得款項只是所需的一半，最後由教區墊付不敷之數。興建工程在1949年2月底展開，而教友繼續籌募門窗、地板、內部裝修的費用。新的聖堂落成於1950年7月16日聖母聖衣瞻禮當天，由耶穌會港區會長賴詒恩神父祝聖奠基石和主任司鐸理雅各神父主持大禮彌撒，聖堂名為「煉靈堂」。 
煉靈堂內設有基立學校，為區內兒童提供教育。1957年，煉靈堂易名為「 聖母聖衣堂」。隨著時代變遷，學生人數減少，基立學於1994年完成了歷史使命後結束。

### 其後發展
九十年代，教區賣出聖母聖衣堂的建築物和地段，款項用作發展其他堂區。教區於1997年與發展商達成協議，在原址新的建築物內闢設聖堂。重建的聖母聖衣堂於2001年11月10日由胡振中樞機祝聖，正式啟用。

## 建築風格

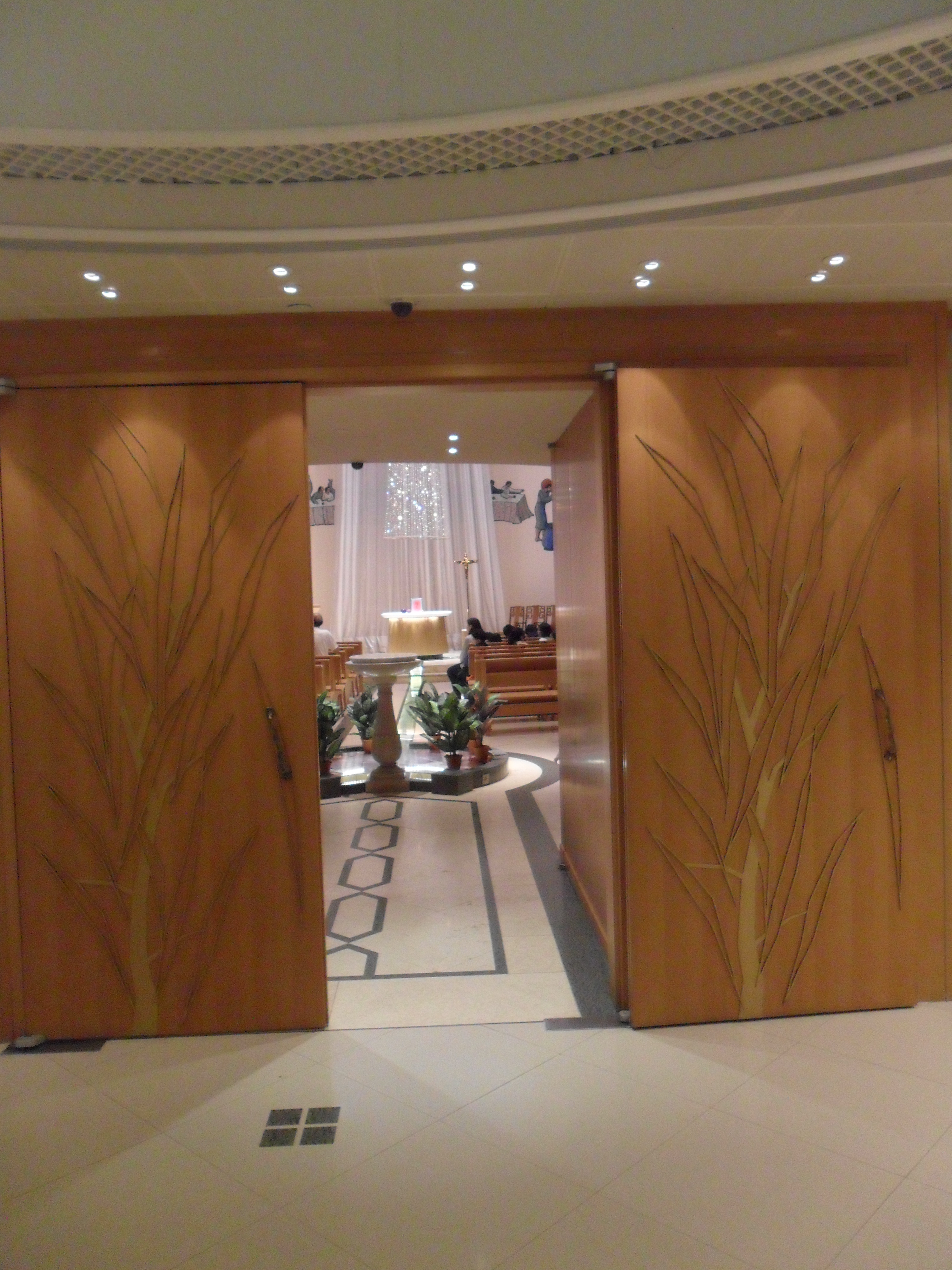
聖堂大門刻有生命樹圖案

聖堂地下大堂內左邊放置了聖母像，牆上鐘樓懸掛著教堂原有的兩個鐘。大堂左邊的牆壁，像堆疊的石塊，以示聖堂的古老歷史，右壁則較現代化，代表聖堂與社區的融和。大堂右邊拾級而上到達二樓聖堂大堂，大堂轉角的地方放有兩口石缸，牆壁上嵌有原來聖堂大祭台「主的晚餐」的浮雕。
聖堂大門刻有生命樹的圖案，象徵著充滿生機的入口；耶穌基督就是聖堂的門，經過他就得到真正的平安。在祭台下流出一條人工的水泉，連接到聖堂門口的聖洗池，象徵著在祭台舉行聖事流出基督的生命，像活水一樣帶來生機和豐盛的生活。而聖堂內座位環抱祭台，具有共融合一的意思。
聖堂內的設計，包含天上、人間，過去、現在和將來的意思。聖堂祭台上的天窗代表天上，閃爍的水晶珠子象徵救恩的臨現，懸在半空的十字架是耶穌從天降下人間，救贖我們。彩石鑲嵌畫「加納婚宴」，提醒我們要效法聖母，時時關懷和幫助有需要的人。另紗幔遮蓋了的部分鑲嵌畫，象徵歷史的事跡，紗幔外的部分，顯示耶穌和聖母現時仍在關顧我們的不足，繼續把水變成酒。

## 堂區主保

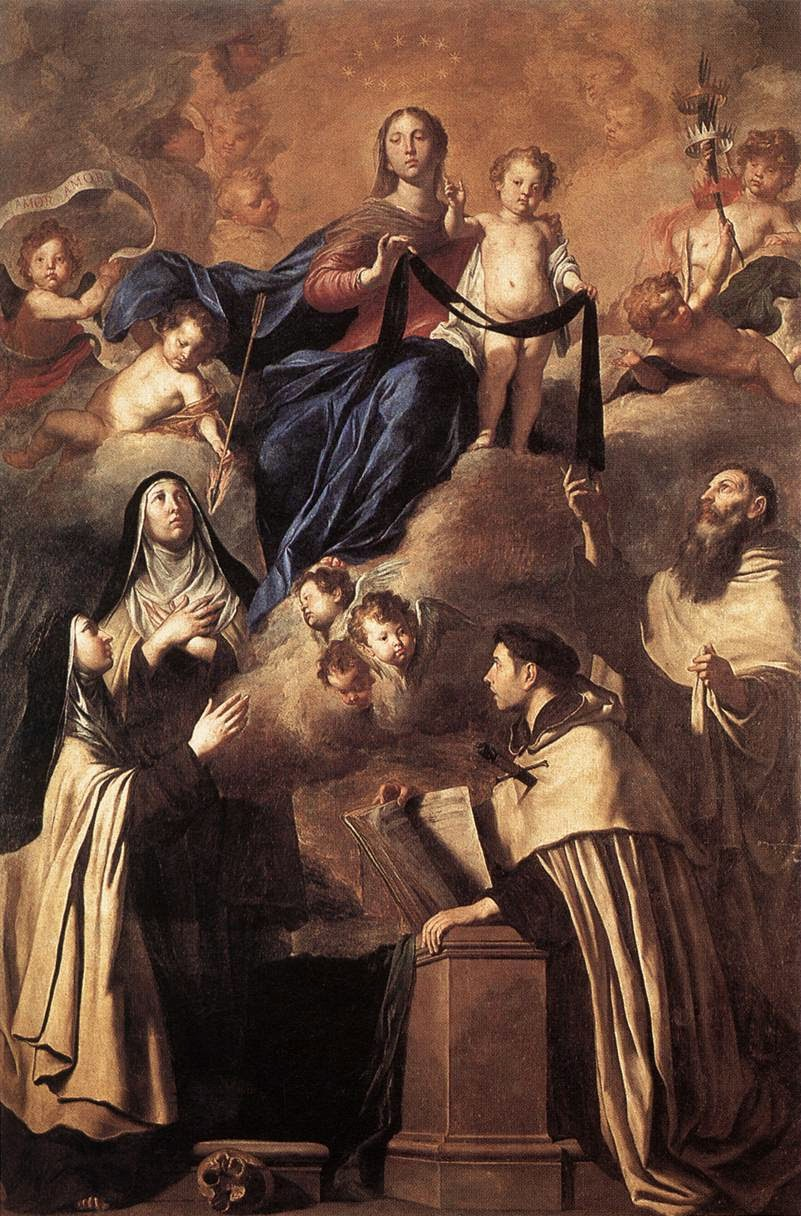
聖母聖衣

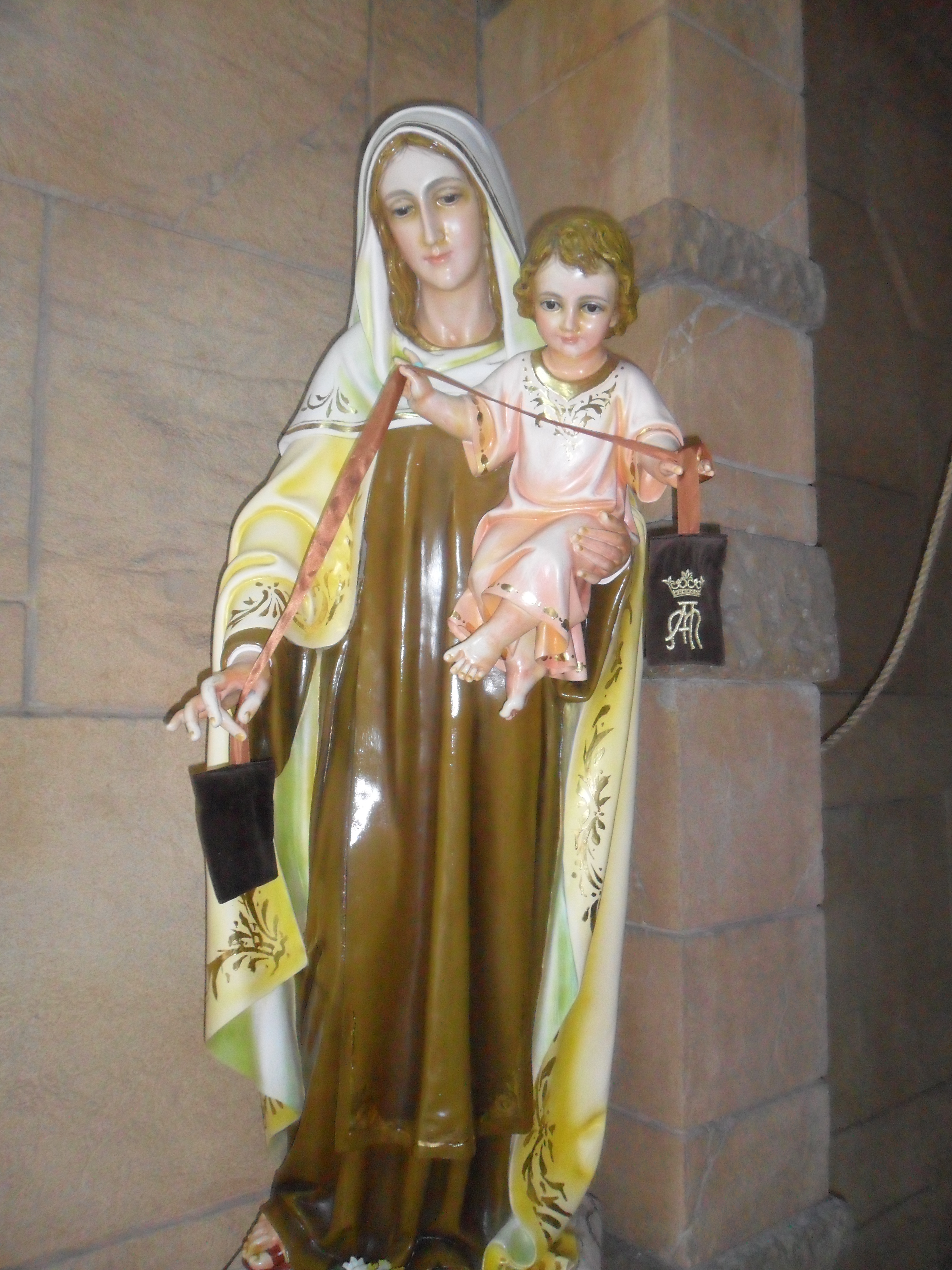
聖母像

加爾默耳山（英語：Mount Carmel），或譯作嘉爾默羅山，是以色列的一座高山，在聖經上屢被上主降福的象徵（依35:2；歌7:6），是眾先知時代苦修祈禱的地方。厄里亞先知曾久居此地，是以亦名「厄里亞山」他在這山上曾與依則貝耳供養的450個假先知對質（列上18:19–20），證明其虛偽。
耶穌降生後，那些先知的弟子們都移到歐洲等各地成立嘉爾默羅隱修院，傳福音的方式和以前一樣：祈禱、隱修和勞動工作。公元1251年，在英國的隱修院院長聖西滿思鐸神父和各會士日夕熱切祈禱。因此聖母特別顯現於聖西滿思鐸神父，頒授棕色的聖衣；並許諾：「凡佩戴而考愛聖母的人，能得到善終，死後在煉獄，聖母要迅速救他升天堂」。以後該會稱聖衣會。

## 彌撒及禮儀時間

### 彌撒
- 主日彌撒：08:30（粤）、10:00（粤）、11:45（英）、13:30（英）、18:00（英）
- 星期六提前主日彌撒：14:30（粤）、15:45（粤）、18:00（粤）
- 平日彌撒：07:30（粤）、星期五加開12:45（粤）

### 明供聖體
- 星期五：12:45（粤語／英語）

## 外部連結
聖母聖衣堂網站 （页面存档备份，存于）